# Вюрцбург (район)
Вюрцбург (нім. Würzburg) — район у Німеччині, у складі округу Нижня Франконія федеральної землі Баварія. Районний центр — місто Вюрцбург, яке адміністративно до складу району не входить.

## Населення
Населення району становить 162 697 осіб (станом на 31 грудня 2020).

## Адміністративний поділ
Район складається з 4 міст (нім. Städte), 15 торговельних громад (нім. Märkte) та 33 громад (нім. Gemeinden):
| Міста 1. Айбельштадт (3094) 2. Ауб (1425) 3. Оксенфурт (11248) 4. Реттінген (1652) Громади 1. Айзінген (3368) 2. Альтертгайм (1983) 3. Бергтгайм (3844) 4. Біберерен (890) 5. Вальдбрунн (2900) 6. Вальдбюттельбрунн (4870) 7. Гаузен-бай-Вюрцбург (2483) 8. Гаукенігсгофен (2482) 9. Гербрунн (6499) 10. Герольдсгаузен (1334) 11. Геттштадт (3669) 12. Гольцкірхен (961) 13. Гройсенгайм (1634) 14. Гюнтерслебен (4464) 15. Ерлабрунн (1804) 16. Естенфельд (5288) 17. Зондергофен (853) 18. Кірхгайм (2225) 19. Кіст (2661) 20. Кляйнріндерфельд (2081) 21. Кюрнах (4791) 22. Ляйнах (3125) 23. Маргетсгехгайм (3153) 24. Оберпляйхфельд (1103) 25. Проссельсгайм (1167) 26. Ріденгайм (704) 27. Роттендорф (5311) 28. Тайльгайм (2422) 29. Тауберреттерсгайм (866) 30. Тюнгерсгайм (2742) 31. Унтерпляйхфельд (3034) 32. Файтсгехгайм (9475) 33. Юттінген (1857) | Торговельні громади 1. Айзенгайм (1321) 2. Бюттард (1283) 3. Вінтергаузен (1385) 4. Гельксгайм (802) 5. Гібельштадт (5527) 6. Гельмштадт (2686) 7. Гехберг (9501) 8. Зоммергаузен (1885) 9. Нойбрунн (2329) 10. Райхенберг (4173) 11. Рандерзаккер (3441) 12. Ремлінген (1504) 13. Рімпар (7705) 14. Фріккенгаузен-ам-Майн (1238) 15. Цель-ам-Майн (4455) Об'єднання громад 1. Айбельштадт (місто Айбельштадт, торговельні громади Фріккенгаузен-ам-Майн, Зоммергаузен та Вінтергаузен) 2. Ауб (місто Ауб, торговельна громада Гельксгайм та громада Зондергофен) 3. Бергтгайм (громади Бергтгайм та Оберпляйхфельд) 4. Гельмштадт (торговельні громади Гельмштадт та Ремлінген, громади Гольцкірхен та Юттінген) 5. Геттштадт (громади Гройсенгайм та Геттштадт) 6. Гібельштадт (торговельні громади Бюттард та Гібельштадт) 7. Естенфельд (торговельна громада Айзенгайм, громади Естенфельд та Проссельсгайм) 8. Кірхгайм (громади Герольдсгаузен та Кірхгайм) 9. Кіст (громади Альтертгайм та Кіст) 10. Маргетсгехгайм (громади Ерлабрунн та Маргетсгехгайм) 11. Реттінген (місто Реттінген, громади Біберерен, Ріденгайм та Тауберреттерсгайм) |

Дані про населення наведені станом на 31 грудня 2020.